# Palestine Labor League
Die Palestine Labour League (PLL, arabisch اتحاد عمال فلسطين Ittiḥād ʿUmāl Filasṭīn, hebräisch בְּרִית פּוֹעֳלֵי אֶרֶץ יִשְׂרָאֵל Brīt Pōʿalej Eretz Jisraʾel, deutsch ‚Bund der Werktätigen Palästinas‘) war eine im Mai 1932 gegründete Gewerkschaft für arabische Arbeiter im britischen Mandatsgebiet Palästina. Die zunächst vom irakischen Einwanderer Eliyahu Agassi geleitete PLL diente den Zielen der jüdischen und erklärtermaßen zionistischen Muttergewerkschaft Histadrut. Am 3. Kongress der Histadrut im Juli 1927 hatten deren Delegierte dem Vorschlag zur Gründung zugestimmt. Die PLL sollte verhindern, dass arabische Arbeiter durch das Hinnehmen einer tieferen Bezahlung für ihre Arbeit, das Lohnniveau der jüdischen Arbeiter unter Druck setzten. Durch die Gründung der PLL war es arabischen Arbeitern nun unmöglich, Vollmitglieder der Histadrut zu werden. Diese Regelung wurde 1959 formal und 1965 faktisch aufgehoben. Mit Israels Eigenstaatlichkeit im Jahr 1948, wurde die Palestine Labour League in Israel Labour League (hebräisch בְּרִית פּוֹעֳלֵי יִשְׂרָאֵל Brīt Pōʿalej Jisraʾel, deutsch ‚Bund der Werktätigen Israels‘, arabisch اتحاد عمال إِسْرَائِيل Ittiḥād ʿUmāl Isrāʾīl) umbenannt. Bei Finanzierung und leitendem Personal war die PLL weitgehend mit der Histadrut identisch und in allen Fragen loyal zur Arbeitspartei Mapai. Die in der PLL organisierten arabischen Arbeiter erhielten Zugang zu Dienstleistungen der Histadrut, wie der Krankenversicherung Kupat Cholim.